# Baierbach (Bawaria)
Baierbach – miejscowość i gmina w Niemczech, w kraju związkowym Bawaria, w rejencji Dolna Bawaria, w regionie Landshut, w powiecie Landshut, wchodzi w skład wspólnoty administracyjnej Altfraunhofen. Leży około 15 km na południe od Landshut.

## Demografia
| Rok  | Liczba mieszk. |
| ---- | -------------- |
| 1970 | 607            |
| 1987 | 606            |
| 2000 | 736            |